# Skinnskatteberg (gemeente)
Skinnskatteberg is een Zweedse gemeente in Västmanland. De gemeente behoort tot de provincie Västmanlands län. Ze heeft een totale oppervlakte van 721,9 km² en telde 4829 inwoners in 2004.
Via Skinnskatteberg loopt het Bruksleden, een 250 km lang pad dat tussen Västerås en Avesta loopt.

## Plaatsen
- Skinnskatteberg (plaats)
- Riddarhyttan
- Färna en Bäck
- Karmansbo
- Kärrbo